# Film-Club
A Film-Club a budapesti New York kávéház filmes szakembereinek asztaltársaságából alakult, kaszinójellegű társaság volt 1923–1930 között. Kezdetben a kávéház szolgált hivatalos gyűléshelyükül, majd a végleges alapszabály elkészülése, 1925 után kibérelték a szintén Erzsébet körúti Royal Nagyszállodában a korábban feloszlatott Renaissance Kör helyiségeit. A Film-Club első igazgatója Zolnay Vilmos nyelvész-esztéta volt, tagja volt Gyárfás Gyula filmszövetségi elnök és Lajta Andor filmtörténész. 1927-ben a klub visszaköltözött a New York kávéházba és itt működött 1930-as megszűnéséig.